# Kurek-Formation
Die Kurek-Formation (russisch Курәқ свита) ist eine geologische Formation des geologischen Zeitalters des Oxfordium (Oberjura) und ein Teil der geologischen Gruppe Kugitang Svita in Turkmenistan und Usbekistan. Die Formation ist dafür bekannt, dass fossile Sauropoden-Fußspuren erhalten sind.

## Benennung
Die Formation ist benannt nach dem Berg Kurek (2280 m) bei Langar, Usbekistan.

## Merkmale
Die Mudstone- und Kalkstein-Schichten der Formation bestehen aus 2 cm dicken, massiven Mikrit-Gesteinen mit seltenen und schlecht erhaltenen dünnschaligen Muscheln. Bedeutend sind dagegen Trittsiegel, die offenbar in flachem Wasser entstanden. Viele Stellen sind auch durch Rippel-Marken gekennzeichnet.
Bekannte Fundorte:
- Mergandava Creek Tracksite (⊙)
- Ak-Gaya Tracksite (⊙)
- Khodzhapil-Ata Tracksite (⊙)

## Fossilien
Folgende Fossilien wurden verzeichnet:
Dinosaurier
- Gissarosaurus tetrafalangensis

Ichnofossilien (Fische)
- Megalosauripus uzbekistanicus
- Mirsosauropus tursunzadei
- Regarosauropus manovi
- Shirkentosauropus shirkentensis
- Therangospodus pandemicus

Wirbellose
- Bivalvia indet.